# Elsa Cederborgh

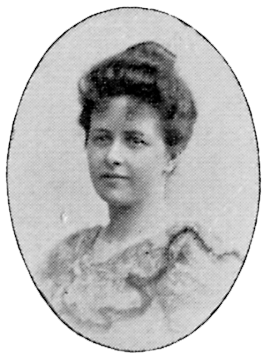
Elsa Cederborgh.

Elsa Fredrika Cederborgh (gift Adlercreutz) född 26 november 1875 i Västerås, död 24 november 1960 i Danderyd, var en svensk konstnär och konstindustriell mönsterritare.  
Hon var dotter till statsagronomen Fredrik Reinhold Cederborgh och Paulina Grafström samt från 1908 gift med kammarherre Axel Johan Patrick Adlercreutz. Elsa Cederborgh studerade vid Tekniska skolan i Stockholm 1891-1897. Bland hennes arbeten märks målade väggbonader i tempera.